# Otto Kobel

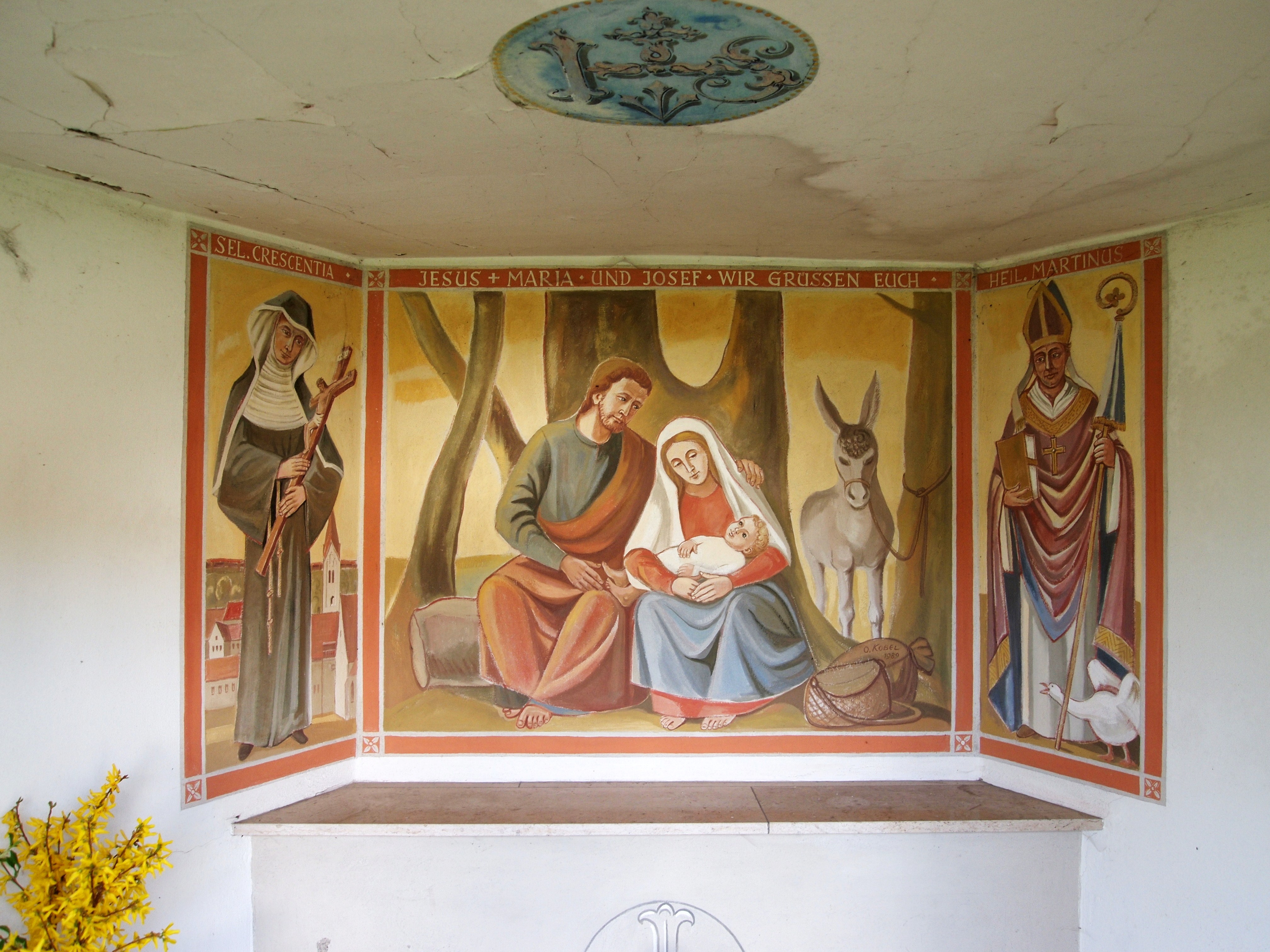
Fresko in der Wegkapelle bei Großkemnat

Otto Kobel (* 7. Oktober 1919 in Aislingen; † 4. Dezember 2002 in Luimoos) war ein deutscher Bildhauer, Kirchenmaler, Darsteller und Regisseur.

## Leben
1928 siedelte seine Familie nach Waal und er kam mit dem dortigen Passionsspiel in Berührung. In der Zeit zwischen 1949 und 1977 war er als Christusdarsteller auf der Bühne zu sehen.
1953 heiratete Kobel in Kaufbeuren Franziska Magdalena („Fanny“) Mayrhofer. Aus der Ehe gingen drei Kinder hervor.
1965 kaufte Kobel einen landwirtschaftlichen Betrieb in Luimoos, Gemeinde Rückholz, den er selbst bewirtschaftete. Der Betrieb wird heute von Gottfried Kobel, dem jüngsten Sohn des Paares, bewirtschaftet.
Neben seiner Tätigkeit als Maler, Bildhauer, Schnitzer und Restaurator stand er weiter auf der Bühne, entwarf die Bühnenbilder, Kostüme und leitete als Regisseur die Aufführungen der Passions- und Heiligenspiele in Waal.
Das letzte Stück, das Kobel leitete, war die Miller-Passion im Jahr 2001, geschrieben von Arthur Maximilian Miller, einem Allgäuer Schriftsteller.

## Werke (Auswahl)
- Christi Himmelfahrt, Neugablonz: Pietà aus Juramarmor
- Ausstattung der Kirche St. Wolfgang in Blöcktach, Ostallgäu, 1960
- Altarbild und Seitenaltar-Figuren in der katholischen Kapelle St. Hilaria in Ronried
- Wegkapelle bei Großkemnat (Ortsteil von Kaufbeuren): Fresken Hl. Crescentia, Hl. Familie und Hl. Martin, 1989
- St. Martin, Kaufbeuren: Relief „Das Wirken des Hl. Geistes“, 1990